# Grb Mađarske
Sadašnji grb Mađarske prihvaćen je u srpnju 1990., nakon pada komunističke vlasti. Unatoč tome što je Mađarska po svome ustavnom uređenju republika, iznad štita grba nalazi se Kruna sv. Stjepana.
Ovaj je grb bio u uporabi kroz povijest, s krunom i bez nje, ponekad i kao dio većih i složenijih grbova, a njegovi elementi sežu do Srednjeg vijeka.
Obično se kaže da četiri srebrne grede grba prikazuju četiri rijeke: Dunav, Tisu, Dravu i Savu; a tri zelena brijega da predstavljaju tri gorja: Matra, Tatre i Fatra. Ipak, takvo razmišljanje nije povijesno potvrđeno.

## Povijest
|  | Najstariji element grba predstavlja patrijarhalni križ, što odaje bizantski utjecaj. Pojavio se oko 1190. za vladavine kralja Bele III. koji je odgojen na bizantskom dvoru. U kasnijim inačicama podno križa nalaze se brežuljci i kruna. |

|  | Crvene i bijele crte bile su oznaka Arpadovića, a prvi se put pojavljuju na grbu iz 1202. na pečatu kralja Emerika. Taj pečat nije uključivao dvostruki križ, već samo četiri bijele crte na crvenom polju na kojem je bilo razmješteno devet zlatnih lavova. Na Zlatnoj buli kralja Andrije II. bilo je samo sedam lavova koji su gledali jedan prema drugome, dok su između njih bili raspoređeni listovi lipe. Ovaj je grb bio vrlo kratko u uporabi. Već Bela IV. ponovno rabi grb s patrijarhalnim križem. |

|  | Kad su Arpadovići ostali bez nasljednika, a Anžuvinci došli na vlast, u tradicionalni grb Anžuvinaca s ljiljanima (fleur-de-lis) pridodan je i grb Arpadovića, čime su novi vladari htjeli naglasiti zakonitost vladanja. Tako je nastao grb podijeljen na dva polja, gdje je u jednom polju bio grb Anžuvinaca, a u drugom polju grb s četiri bijele grede na crvenom polju, preuzet od Arpadovića. |

|  | Grb koji u lijevom polju ima četiri srebrne grede na crvenom polju, a u desnom srebrni patrijarhalni križ podno kojeg je trostruki zeleni brežuljak s krunom na crvenom polju, pojavio se za vladavine kralja Ludovika I. (1342. – 1382.). Kruna nad grbom pridodana je za kraljevanja Vladislava I. (1440. – 1444.). Isprva je to bila neka neodređena kruna, no ona što je sadrži pečat Matije Korvina više sliči Kruni sv. Stjepana. Konačan oblik grb dobiva početkom 17. stoljeća, u vrijeme Habsburgovca Matije (u Hrvatskoj i Ugarskoj vladao je kao kralj Matija II.). Takav grb u redovitoj je uporabi za vladavine Marije Terezije. |

|  | Kroz povijest ovom su grbu pridodavani grbovi ostalih zemalja te je on postajao sve složeniji. Tako su se uz ovaj temeljni mali grb pojavljivali grbovi Hrvatske, Slavonije, Dalmacije, Transilvanije, Bosne. U vrijeme Austro-Ugarske Monarhije, nakon nagobe iz 1867., i Hrvatsko-ugarske nagodbe iz 1868., pa sve do 1918., tzv. „srednji grb“ ili „veliki grb“ u sredini je imao grb Mađarske, a uokolo su bili grbovi (obratno od kazaljke na satu, počevši gore desno): Hrvatske, Dalmacije, Slavonije, Bosne i Hercegovine (pridodan 1915.), Rijeke (pridodan 1890.) i Transilvanije. |

| | U vrijeme revolucionarnih zbivanja iz 1848. – 1849., nakon zbacivanja Habsburgovaca s vlasti u Mađarskoj (14. travnja 1849.), kruna je uklonjena s grba. Tako promijenjen mali grb (grb Mađarske) obično se naziva Kossuthov grb, po Lajosu Kossuthu, namjesniku-predsjedniku Mađarske. U „velikom grbu“ krunu je zamijenio lovorov vijenac, kako iznad grba, tako i podno križa. |
| Nakon slamanja revolucije mađarski grb nije bio u službenoj uporabi sve do 1867. i dogovora između Austrije i Ugarske, kad je stupio na snagu prijašnji „srednji grb“ s krunom, kao grb ugarskog dijela Monarhije. 1918. nakratko je ponovno ušao u uporabu Kossuthov grb, a Mađarska Sovjetska Republika u cijelosti je ukinula tradicionalni grb te je rabila petokraku zvijezdu na službenim dokumentima. Po padu Sovjetske Republike (u kolovozu 1919.), službeni grb Mađarske ponovno je postao „mali grb“ s Krunom sv. Stjepana. | |
| | Između 1946. i 1949. rabljen je grb sličan Kossuthovu, a potom je komunistička vlada uvela novi grb sličniji onom Sovjetskog Saveza. Taj se grb (heraldički ga se ne bi moglo zvati grbom zbog nedostatka štita) obično naziva Rákosijevim grbom. |
| | Za Mađarske revolucije iz 1956., ponovno je rabljen Kossuthov grb. Kad su sovjetski tenkovi ušli u Mađarsku i slomili ustanak, nova mađarska vlada nije imala hrabrosti da vrati Rákosijev grb, pa je ovaj ostao važeći oko godinu dana. |
| | Krajem 1957. oblikovan je novi socijalistički grb, koji je ponovno imao uobičajeni oblik s klasjem žita i crvenom petokrakom, no u središtu je imao štit u bojama mađarske zastave. Ovaj su obično nazivali Kádrovim grbom. |

Od 1990. povijesni okrunjeni „mali grb“ služio je kao službeni simbol Mađarske Republike.
U prvom demokratski izabranom mađarskom parlamentu razvila se rasprava o tome treba li Kruna sv. Stjepana biti na grbu. Dok su oporbene stranke predlagale uporabu Kossuthova grba, kao „republikansku“ inačicu grba, vladajući desni centar većinom je glasova izabrao okrunjeni grb. Danas je taj grb općenito prihvaćen i o tome u Mađarskoj postoji političko jedinstvo.